# 桜一心
桜 一心（さくら いっしん、1980年7月14日 - ）は、熊本県出身の陶芸家。茶碗を中心に作陶。昔から伝わる石を砕き、粉にして焼き物を作る。

## 経歴
- 1980年 - 熊本県熊本市生まれ。
- 1992年 - 土と焼きの修行を始める。
- 1995年 - 自分の土と釉薬を探す。1基目の窯を作る。
- 2012年 - 自分の土と釉薬を確定させる。高橋酒造「白岳・しろ」のCMに作品が起用される。
- 2012年 - 初個展をひらく。
- 2016年 - 熊本地震を災被し、被災日から支援物資や炊き出しなどのボランティア活動を行った。